# Håndboldligaen 2018/19
Die Håndboldligaen 2018/19 war die 83. Spielzeit der höchsten Liga im dänischen Herrenhandball.

## Reguläre Saison
| Pl. | Verein                       | Sp. | S  | U | N  | Tore      | Diff. | Punkte  |
| --- | ---------------------------- | --- | -- | - | -- | --------- | ----- | ------- |
| 1.  | Aalborg Håndbold             | 26  | 20 | 1 | 5  | 0795:6910 | +104  | 041:110 |
| 2.  | GOG Håndbold                 | 26  | 19 | 2 | 5  | 0768:6800 | +88   | 040:120 |
| 3.  | Bjerringbro-Silkeborg        | 26  | 17 | 3 | 6  | 0780:7190 | +61   | 037:150 |
| 4.  | Team Tvis Holstebro          | 26  | 15 | 5 | 6  | 0779:7300 | +49   | 035:170 |
| 5.  | Skjern Håndbold (M)          | 26  | 17 | 0 | 9  | 0789:7100 | +79   | 034:180 |
| 6.  | Skanderborg Håndbold         | 26  | 15 | 2 | 9  | 0726:7070 | +19   | 032:200 |
| 7.  | Århus Håndbold               | 26  | 13 | 3 | 10 | 0722:7250 | −3    | 029:230 |
| 8.  | Sønderjysk Elitesport        | 26  | 10 | 3 | 13 | 0728:7400 | −12   | 023:290 |
| 9.  | Ribe-Esbjerg HH              | 26  | 10 | 3 | 13 | 0667:7020 | −35   | 023:290 |
| 10. | Mors-Thy Håndbold            | 26  | 7  | 3 | 16 | 0674:6930 | −19   | 017:350 |
| 11. | Nordsjælland Håndbold        | 26  | 7  | 3 | 16 | 0695:7400 | −45   | 017:350 |
| 12. | Lemvig-Thyborøn Håndbold (N) | 26  | 5  | 3 | 18 | 0673:7780 | −105  | 013:390 |
| 13. | Kolding IF                   | 26  | 4  | 4 | 18 | 0673:7470 | −74   | 012:400 |
| 14. | TMS Ringsted (N)             | 26  | 4  | 3 | 19 | 0646:7530 | −107  | 011:410 |

| Legende |                                      |
|         | Teilnahme an der Meisterschaftsrunde |
|         | Teilnahme an der Abstiegsrunde       |
|         | Direkter Abstieg                     |
| (M)     | Vorjahresmeister                     |
| (N)     | Aufsteiger aus der 1. Division       |

## Meisterschaftsrunde
Die Mannschaften auf den ersten acht Plätzen wurden in zwei Gruppen eingeteilt. Die Mannschaften auf Platz eins bis vier bekamen hierbei Zusatzpunkte zugesprochen (zwei Punkte für Platz eins und zwei, je einen für Platz drei und vier), die sie in die Runde mitnehmen dürfen. Die Erst- und Zweitplatzierten dieser beiden Gruppen spielten im Halbfinale über Kreuz gegeneinander.
Bei Punktgleichheit ist nicht der direkte Vergleich oder das Torverhältnis ausschlaggebend, sondern die Platzierung in der Hauptrunde.

### Gruppe A
| Pl. | Verein               | Sp. | S | U | N | Tore      | Diff. | Punkte |
| --- | -------------------- | --- | - | - | - | --------- | ----- | ------ |
| 1.  | Aalborg Håndbold     | 6   | 3 | 0 | 3 | 0179:1640 | +15   | 8      |
| 2.  | Skjern Håndbold      | 6   | 4 | 0 | 2 | 0180:1550 | +25   | 8      |
| 3.  | Team Tvis Holstebro  | 6   | 3 | 0 | 3 | 0166:1670 | −1    | 7      |
| 4.  | SønderjyskE Håndbold | 6   | 2 | 0 | 4 | 0147:860  | +61   | 4      |

### Gruppe B
| Pl. | Verein                | Sp. | S | U | N | Tore      | Diff. | Punkte |
| --- | --------------------- | --- | - | - | - | --------- | ----- | ------ |
| 1.  | GOG Håndbold          | 6   | 4 | 0 | 2 | 0177:1710 | +6    | 10     |
| 2.  | Bjerringbro-Silkeborg | 6   | 3 | 1 | 2 | 0178:1770 | +1    | 8      |
| 3.  | Skanderborg Håndbold  | 6   | 3 | 1 | 2 | 0181:1800 | +1    | 7      |
| 4.  | Århus Håndbold        | 6   | 1 | 0 | 5 | 0173:1810 | −8    | 2      |

| Legende |                         |
|         | Teilnahme am Halbfinale |

### Halbfinale
Es werden im Halbfinale, Spiel um Platz 3 sowie im Finale zunächst zwei Spiele absolviert. Besteht nach dem 2. Spieltag Punktgleichheit, wird ein entscheidendes drittes Spiel ausgetragen.
| Spiel                                    | Punktzahl | Sp. 1 | Sp. 2 | Sp. 3 |
| ---------------------------------------- | --------- | ----- | ----- | ----- |
| Aalborg Håndbold – Bjerringbro-Silkeborg | 4:0       | 33:30 | 34:32 | -     |
| GOG Håndbold – Skjern Håndbold           | 4:2       | 28:25 | 30:31 | 28:25 |

### Spiele um den dritten Platz
| Spiel                                   | Punktzahl | Sp. 1 | Sp. 2 | Sp. 3 |
| --------------------------------------- | --------- | ----- | ----- | ----- |
| Bjerringbro-Silkeborg – Skjern Håndbold | 0:4       | 32:35 | 28:32 | -     |

### Endspiele
| Spiel                           | Punktzahl | Sp. 1 | Sp. 2 | Sp. 3 |
| ------------------------------- | --------- | ----- | ----- | ----- |
| Aalborg Håndbold – GOG Håndbold | 4:2       | 30:33 | 32:31 | 38:32 |

## Abstiegsrunde
Die Mannschaften auf den Plätzen neun bis dreizehn absolvieren eine einfache Abstiegsrunde, wobei den Mannschaften auf den Plätzen neun und zehn zwei Zusatzpunkte und den Mannschaften auf den Plätzen elf und zwölf ein Zusatzpunkt zugesprochen wurde. Der Letztplatzierte dieser Runde ermittelt gegen den Sieger der Play-offs der 1. division den letzten Teilnehmer an der Håndboldligaen 2018/19.
| Pl. | Verein                   | Sp. | S | U | N | Tore      | Diff. | Punkte |
| --- | ------------------------ | --- | - | - | - | --------- | ----- | ------ |
| 1.  | Ribe-Esbjerg HH          | 4   | 3 | 0 | 1 | 0109:1000 | +9    | 8      |
| 2.  | Nordsjælland Håndbold    | 4   | 3 | 0 | 1 | 0110:1000 | +10   | 7      |
| 3.  | Mors-Thy Håndbold        | 4   | 2 | 0 | 2 | 0108:1060 | +2    | 6      |
| 4.  | Lemvig-Thyborøn Håndbold | 4   | 1 | 0 | 3 | 0106:1140 | −8    | 3      |
| 5.  | Kolding IF               | 4   | 1 | 0 | 3 | 0113:1160 | −3    | 2      |

| Legende |                                              |
|         | Klassenerhalt                                |
|         | Qualifiziert für die 2. Runde der Relegation |

## Relegation

### 1. Runde
In der ersten Runde ermitteln der Zweit- und Drittplatzierte der 1. division den Teilnehmer an der 2. Runde gegen den Fünftplatzierten der Abstiegsrunde ermitteln.
| Spiel                                  | Punktzahl | Sp. 1 | Sp. 2 | Sp. 3 |
| -------------------------------------- | --------- | ----- | ----- | ----- |
| TM Tønder Håndbold – Team Sydhavsøerne | 4:0       | 28:25 | 29:28 | -     |

### 2. Runde
| Spiel                           | Punktzahl | Sp. 1 | Sp. 2 | Sp. 3 |
| ------------------------------- | --------- | ----- | ----- | ----- |
| Kolding IF – TM Tønder Håndbold | 4:2       | 23:25 | 29:19 | 33:28 |